# Malacosaccus vastus
Malacosaccus vastus är en svampdjursart som beskrevs av Schulze 1886. Malacosaccus vastus ingår i släktet Malacosaccus och familjen Euplectellidae.
Artens utbredningsområde är Södra Ishavet. Inga underarter finns listade i Catalogue of Life.